# Darian MacKinnon
Darian MacKinnon (* 9. Oktober 1985 in Dumbarton) ist ein schottischer Fußballspieler, der bei Partick Thistle spielt.

## Karriere und Leben
Darian MacKinnon wurde in Dumbarton, 20 km nordwestlich von Glasgow geboren. Mit 16 Jahren wurde er wegen Körperverletzung angeklagt, und mit 18 Jahren zu viereinhalb Jahren Gefängnis verurteilt. Er verbrachte zwei Jahre und sieben Monate in einer Einrichtung für junge Straftäter. Kurz nach seiner Freilassung wurde er zum ersten Mal Vater.
MacKinnon begann seine Fußballkarriere bei Dumbarton United, Dumbarton Harp, St. Thomas und St. Patrick’s Athletic, bevor er im Mai 2010 zum FC Clydebank kam. Neben dem Fußball arbeitete er nebenbei auf Baustellen. Im Juli 2012 unterschrieb MacKinnon im Alter von 26 Jahren seinen ersten Profivertrag beim Zweitligisten Hamilton Academical. Nach einem Einsatz im Ligapokal gegen Annan Athletic am 4. August 2012 bei dem ihm ein Tor gelang und zwei Ligaspielen im selben Monat gegen die Raith Rovers und Cowdenbeath, wurde MacKinnon in der Spielzeit 2012/13 von September bis November an den Drittligisten Ayr United verliehen. In seinem ersten Spiel für United traf er zweimal bei einer 2:4-Niederlage gegen Queen of the South. Während der Leihe spielte er für den Verein aus dem Südwesten von Schottland achtmal und erzielte dabei drei Tore. Nach seiner Rückkehr nach Hamilton stieg MacKinnon mit den Accies am Ende der Saison 2013/14 in die 1. Liga auf. Im Jahr 2018 wurde er Mannschaftskapitän des Vereins.
Im Januar 2020 wechselte er zum Zweitligisten Partick Thistle.